# Рибаков В'ячеслав Михайлович
В'ячеслав Михайлович Рибаков (19 січня 1954) — радянський і російський вчений-сходознавець, історик, письменник і сценарист, доктор історичних наук.

## Біографія
Народився 19 січня 1954 року в Ленінграді. У 1976 році закінчив Східний факультет ЛДУ, кандидат історичних наук (1982), доктор історичних наук (2009), публіцист. Працює в Інституті східних рукописів РАН.
У літературі В.Рибаков дебютував у 1979 році фантастичним оповіданням «Велика суша». В 1989 році опублікував своє утопічне оповідання «Давні втрати», де описувався альтернативний СРСР із добрим Сталіним на чолі, що дожив до кінця 1980-х.
Перші авторські книги — вийшли майже одночасно в 1990 році: збірник «Свою зброю» і роман «Вогнище на вежі», за які в 1991 році удостоєний премії «Старт», що присуджується авторові кращої дебютної книги фантастики.
Опублікував чотиритомний коментований переклад з китайського кримінального кодексу часів династії Тан, уривки з якого цитуються в романах Хольма ван Зайчика.
Член СП СРСР з 1989 року і СП Санкт-Петербурга з 1992 року.
У 1986 році виходить фільм «Листи мертвої людини» (реж. К. С. Лопушанський), знятий за сценарієм В.Рибакова (при сприянні Б. Стругацького).
У 2006 році В.Рибаков також виступив як сценарист ще одного фільму Лопушанського — «Бридкі лебеді» (за мотивами однойменної повісті братів Стругацьких).

## Нагороди та премії
- Державна премія РРФСР імені братів Васильєвих (1987), — за сценарій фільму «Листи мертвої людини»
- Премія «Інтерпресскон» (1991, 1994, 1998)
- Премія «Бронзовий равлик» (1994, 1995, 1997, 2001),
- Премія імені Бєляєва (1995)
- Премія «Старт» (1991)
- Міжнародна літературна премія імені А. і Б. Стругацьких (2001, 2011)
- Велике кільце (1993)
- Літературна премія ім. Н. В. Гоголя (2004)
- Премія «Золотий кадуцей» (2007).

## Книги

### Автор книг
- 1990 — «Вогнище на вежі» (Роман. Рига, Латвійська дитячий фонд)
- 1990 — «Своя зброя» (Повісті та оповідання. Ленінград, Радянський письменник)
- 1994 — «Гравіліт „Цесаревич“» (Романи. Санкт-Петербург, Лань)
- 1994 — «Кружляючи в пошуках сенсу» (Збірка есе. Санкт-Петербург)
- 1996 — Гравіліт «Цесаревич» (Романи. Харків, Фоліо; Донецьк, Сталкер)
- 1996 — «Смикни за мотузочку»
- 1997 — «Важко стати богом» (+«Людина Навпроти») (Роман, повість, оповідання. Москва, АСТ; Санкт-Петербург, Terra Fantastica. ISBN 5-7921-0165-5)
- 2000 — «На чужому бенкеті» (Роман. Москва, АСТ; Санкт-Петербург, Terra Fantastica)
- 2001 — «Пробна куля» (Оповідання. Москва, АСТ)
- 2001 — «Перший день спасіння» (Москва, АСТ. ISBN 5-17-011017-0[6])
- 2003 — «На майбутній рік у Москві» (Роман. Москва, АСТ. ISBN 5-17-018651-7)
- 2003 — «Лист живим людям» (Повісті та оповідання. Москва, АСТ. ISBN 5-17-021109-0)
- 2007 — «Зірка Полин» (Роман, перша книга циклу «Наші зірки». Москва, Ексмо. ISBN 978-5-699-35652-2)
- 2010 — «Се творю» (Роман, друга книга циклу «Наші зірки». Москва, Ексмо)
- 2016 — «На волохатій спині» (Лімбус-Прес, http://www.labirint.ru/books/551559/ )

### Під псевдонімом «Хольм ван Зайчик»
Спільно з Ігорем Алімовим виступив співавтором романів:
- 2000 — «Справа жадібного варвара» (Санкт-Петербург, Азбука)
- 2001 — «Справа незалежних дервішів» (Санкт-Петербург, Азбука)
- 2001 — «Справа про полку Ігоревім» (Санкт-Петербург, Азбука)
- 2001 — «Справа лис-перевертнів» (Санкт-Петербург, Азбука)
- 2002 — «Справа мавпи, що перемогла» (Санкт-Петербург, Азбука)
- 2003 — «Справа судді Ді» (Санкт-Петербург, Азбука)
- 2005 — «Справа непогашеного місяця» (Санкт-Петербург, Азбука)

У 1997 році вийшло зібрання творів у 2-х томах (Москва, Терра)

### Переклади
- 1999—2008 рр. — Кримінальні встановлення Тан з роз'ясненнями («Тан люй шу і») в 4-х томах (Санкт-Петербург, Петербурзьке Сходознавство. 1000 прим.)
  - 1999 — Том перший. Цзюані 1-8 (384 стор.)
  - 2001 — Том другий. Цзюані 9-16 (304 стор.)
  - 2005 — Том третій. Цзюані 17-25 (384 стор.)
  - 2008 — Том четвертий. Цзюані 26-30. Статті. (416 стор.)